# Cantón de Lamotte-Beuvron
El cantón de Lamotte-Beuvron era una división administrativa francesa, que estaba situada en el departamento de Loir y Cher y la región de Centro-Valle de Loira.

## Composición
El cantón estaba formado por siete comunas:
- Chaon
- Chaumont-sur-Tharonne
- Lamotte-Beuvron
- Nouan-le-Fuzelier
- Souvigny-en-Sologne
- Vouzon
- Yvoy-le-Marron

## Supresión del cantón de Lamotte-Beuvron
En aplicación del Decreto n.º 2014-213 de 21 de febrero de 2014, el cantón de Lamotte-Beuvron fue suprimido el 22 de marzo de 2015 y sus 7 comunas pasaron a formar parte del nuevo cantón de La Sologne.